# The voice of Iran
The voice of Iran er en portræt- og koncertfilm fra 2006 instrueret af Christian Braad Thomsen efter manuskript af Abbas Moaddab, Eva Witte, Mohammad-Ali Mohagheghzadeh.

## Handling
Sangeren Mohammad Reza Shajarian (en) dækker næsten 800 års persisk historie og fremfører tekster af de berømte digtere Rumi, Saadi og Hafez fra det 13. århundrede, men også af digtere fra vores egen tid. I klassisk iransk sang skaber han improviserede ornamenter, så sangens skønhed bestemmes af sangerens følsomhed og humør. Mellem sangene taler Shajarian om sin inspiration, forklarer betydningen af sangene og diskuterer digterne bag dem.
Filmen er optaget i 2002 i Albertslund Musikteater. 